# Protestantyzm na Bermudach
Protestantyzm na Bermudach w 2010 roku posiadał około 40 tysięcy wyznawców co stanowiło 65% populacji. Największymi wyznaniami były: metodyzm/ruch uświęceniowy (ok. 20%), anglikanizm (18,5%), adwentyzm (8,6%) i ruch zielonoświątkowy (4,7%).
Największe Kościoły protestanckie na Bermudach w 2000 i 2010 roku, według Operation World:
| Kościół                                      | Liczba wiernych (2000) | Liczba wiernych (2010) | Procent ludności |
| -------------------------------------------- | ---------------------- | ---------------------- | ---------------- |
| Kościół Anglikański                          | 24 200                 | 12 000                 | 18,5%            |
| Kościół Adwentystów Dnia Siódmego            | 4500                   | 5586                   | 8,6%             |
| Afrykański Kościół Metodystyczno-Episkopalny | 6600                   | 5300                   | 8,2%             |
| Kościół Metodystyczny                        | 2800                   | 2770                   | 4,3%             |
| Armia Zbawienia                              |                        | 2330                   | 3,6%             |
| Nowotestamentowy Kościół Boży (Cleveland)    | 1600                   | 1500                   | 2,3%             |
| Kościół Boży (Anderson)                      | 650                    | 1400                   | 2,2%             |
| Kościół Baptystyczny                         | 812                    | 1060                   | 1,6%             |
| Bracia plymuccy                              | 860                    | 880                    | 1,4%             |